# Route nationale 5 (Roumanie)
Pour les articles homonymes, voir Route nationale 5.
La DN5 (Drumul Național 5) est une route nationale en Roumanie qui relie Bucarest à Giurgiu, elle rejoint la frontière bulgare avec le pont de l'amitié Roussé-Giurgiu.
C'est l'une des routes les plus fréquentées du sud de la Roumanie, servant de principale liaison entre la capitale de la Roumanie, la Bulgarie et le reste de l'Europe du Sud-Est.